# Szlovák Nemzeti Múzeum
A pozsonyi székhelyű Szlovák Nemzeti Múzeum (szlovákul: Slovenské národné múzeum, SNM), Szlovákia egyik legjelentősebb kulturális (gyűjtő, tudományos-kutatói és kulturális művelő) intézménye. Az intézmény kezdeteit 1863-tól számítják, amikor is a Matica slovenská keretén belül létrejött a turócszentmártoni múzeum, melynek épülete 1906-1907-ben épült fel, s 1908-tól fogad látogatókat.
E név alatt azonban nagy általánosságban a pozsonyi kiállító főépületet értik, mely valójában csak 1961-től hordozza e címet, amikor is a két intézmény egyesült. A főépület az 1924-ben alapított pozsonyi Szlovák Honismereti Múzeum, majd a Szlovák Múzeum része volt.

## Története

### Történeti Múzeum
1958-ban született kormányzati döntés arról, hogy a Szlovák Nemzeti Múzeumot a pozsonyi várban helyezik el. Később ezt úgy változtatták meg, hogy csak a múzeum történelmi osztálya, a későbbi Történeti Múzeum (Historické múzeum) került a várba.
Az első kiállítást 1968-ban rendezték meg a várban, a szlovákiai aranyművesek történelmi munkáit állították ki a lovagteremben. Később létrehozták a szlovák történelem állandó kiállítását. Több alkalommal rendeztek gazdag numizmatikai kiállításokat.
1988-ban nyitották meg a kincstárat a legértékesebb gyűjteményi darabok biztonságos bemutatása céljára. 
1993-ban a a várépület 2. emeletének helyiségeit ideiglenesen az államelnöki rezidencia számára vették igénybe.
2008-ban nagyszabású rekonstrukció kezdődött a pozsonyi várban. A kiállítási területek megőrizték történelmi építészeti jellegüket.
A múzeumban jelentős nemzetközi visszhangot kiváltó időszaki kiállításokat is rendeztek, mint a „Közép-Európa 1000 körül” (Europe's Centre around 1000), a Leonardo da Vinci – Curious Genius (Leonardo, a különös zseni) címűt, valamint 2016-2019-ben a Kelták Szlovákia területén című gazdag anyagot.
A Történeti Múzeum a Szlovák Nemzeti Múzeum egyik legnagyobb egysége, mintegy negyedmillió kiállítási tárggyal. A múzeum egyben országos kutatási és módszertani központ is.

## Részlegei és kihelyezett kiállítóhelyei
- Természettudományi Múzeum (Pozsony)
- Régészeti Múzeum (Pozsony)
- Történeti Múzeum (a pozsonyi várban))
  - Állandó kiállításai:
    - Kincstár
    - Szlovákia történelme
- Népművészeti Múzeum (Turócszentmárton)
  - Karol Plicka Múzeum
  - Szlovákiai Csehek Kultúrájának Múzeuma
  - Martin Benka Múzeum
- Szlovák Nemzetgyűlések Múzeuma (Miava)
- Zenei Múzeum
- Vöröskői Múzeum
- Betléri Múzeum
- Bajmóci Múzeum
- Szepesi Múzeum (Lőcse)
- Bábjátékkultúra és Játékok Múzeuma (Kékkő)
- Zsidó Kultúra Múzeuma
- Szlovákiai Magyarok Kultúrájának Múzeuma
  - Brämer kúria
  - Mikszáth Kálmán emlékház (Mikszáthfalva)
  - Madách Imre kastély (Alsósztregova)
- Kárpát-medencei Németek Kultúrájának Múzeuma
  - Kárpát-medencei Német Egyesület háza (Németpróna)
  - Sunyalova kúria
- Ukrán Kultúra Múzeuma
- Ľudovít Štúr Múzeum
- Szlovákiai Horvátok Kultúrájának Múzeuma
- Ruszin Kultúra Múzeuma

## Kapcsolódó szócikk
- Kelet-szlovákiai Múzeum